# Дванадесети конгрес на БКП
Дванадесетият конгрес на Българската комунистическа партия (XII конгрес на БКП) се провежда в София, в сградата на НДК, между 1 март и 4 април 1981 г. Приготовленията по него протичат между 31 март и 2 април.
Присъстват 1648 делегати и 126 делегации на комунистически, работнически, социалдемократически и други партии и движения от 108 страни. Дневния ред на конгреса е: отчет на ЦКРК и избори на централни ревизионни органи на партията. Конгресът приема резолюция по отчета на ЦК на БКП и предстоящите задачи на партита и резолюция във връзка с 25-годишнината от Априлския пленум на ЦК на БКП от 1956 г.; утвърждава тезиси за развитието на страната и задачите през Осмата петилетка (1981 – 1985); прави изменения и допълнения в Устава на БКП и избира нов Централен комитет в състав от 198 членове и 139 кандидат-членове и ЦКРК от 121 членове.

## Заседания

### 1. заседание, 31 март 1981 г.
- Председателстващи (1): Цола Драгойчева.
- Вид на заседанието: пленарно.
- Бележки: състои се в сградата на НДК.

### 2. заседание, 31 март 1981 г.
- Председателстващ (1): Александър Лилов.
- Вид на заседанието: пленарно.
- Бележки: състои се в сградата на НДК.

### 3. заседание, 1 април 1981 г.
- Председателстващ (2): Станко Тодоров, Гриша Филипов.
- Вид на заседанието: пленарно.
- Бележки: състои се в сградата на НДК.

### 4. заседание, 1 април 1981 г.
- Председателстващ (1): Тодор Божинов.
- Вид на заседанието: пленарно.
- Бележки: състои се в сградата на НДК.

### 5. заседание, 2 април 1981 г.
- Председателстващи (2): Петър Младенов, Пенчо Кубадински.
- Вид на заседанието: пленарно.
- Бележки: състои се в сградата на НДК.

### 6. заседание, 2 април 1981 г.

#### 1-во заседание
- Председателстващи (2): Александър Лилов, Цола Драгойчева.
- Вид на заседанието: секция „Партийно-политическа, оргнизационна и идеологическа работа“.
- Бележки: състои се в зала „Георги Кирков“ – Партиен дом.

#### 2-ро заседание
- Председателстващи (2): Гриша Филипов, Огнян Дойнов.
- Вид на заседанието: секция „Икономическа политика“.
- Бележки: състои се в зала „Универсиада“.

#### 3-то заседание
- Председателстващ (1): Людмила Живкова.
- Вид на заседанието: секция „Наука, образование и култура“.
- Бележки: състои се в резиденция „Бояна“.

#### 4-то заседание
- Председателстващи (2): Петър Младенов, Милко Балев.
- Вид на заседанието: секция „Външна политика и международни връзки“.
- Бележки: състои се в хотел „Витоша“.

#### 5-о заседание
- Председателстващи (2): Пенчо Кубадински, Иван Михайлов.
- Вид на заседанието: секция „Държавни органи и обществени организации“.
- Бележки: състои се в сградата на Народното събрание.

### 7. заседание, 3 април 1981 г.
- Председателстващ (1): Стоян Караджов.
- Вид на заседанието: секция „Партийно-политическа, оргнизационна и идеологическа работа“.
- Бележки: състои се в зала „Георги Кирков“ – Партиен дом.

#### 1-во заседание
- Председателстващи (2): Тодор Божинов, Пеко Таков.
- Вид на заседанието: секция „Икономическа политика“.
- Бележки: състои се в зала „Универсиада“.

#### 2-ро заседание
- Председателстващи (2): Георги Йорданов, Стоян Михайлов.
- Вид на заседанието: секция „Наука, образование и култура“.
- Бележки: състои се в резиденция „Бояна“.

#### 3-то заседание
- Председателстващи (2): Добри Джуров, Георги Илиев.
- Вид на заседанието: секция „Външна политика и международни връзки“.
- Бележки: състои се в хотел „Витоша“.

#### 4-то заседание
- Председателстващи (2): Кръстю Тричков, Мишо Мишев.
- Вид на заседанието: секция „Държавни органи и обществени организации“.
- Бележки: състои се в сградата на Народното събрание.

### 8. заседание, 3 април 1981 г.
- Председателстващи (2): Иван Михайлов, Пеко Таков.
- Вид на заседанието: пленарно.
- Бележки: състои се в сградата на НДК.

### 9. заседание, 4 април 1981 г.
- Председателстващи (2): Людмила Живкова, Огнян Дойнов.
- Вид на заседанието: пленарно.
- Бележки: състои се в сградата на НДК.

### 10. заседание, 4 април 1981 г.
- Председателстващ (1): Добри Джуров.
- Вид на заседанието: закрито.
- Бележки: състои се в сградата на НДК, присъстват само делегатите.

### 11. заседание, 4 април 1981 г.
- Председателстващ (1): Добри Джуров.
- Вид на заседанието: заключително.
- Бележки: състои се в сградата на НДК.